# Brussels Cycling Classic

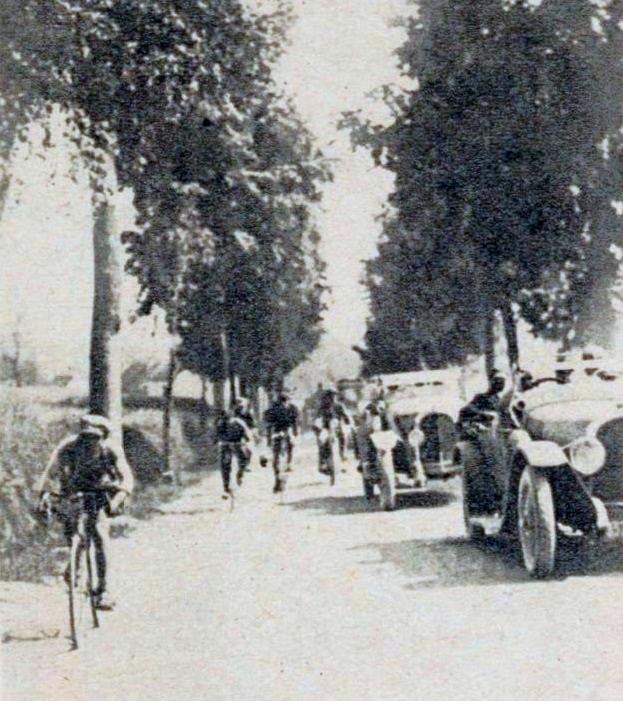
Fotografia de l'edició de 1922.

La semiclàssica Brussels Cycling Classic, (fins al 2012 París-Brussel·les) també dita Cursa de les Dues Capitals, és una de les carreres ciclistes més antigues que es disputen actualment. Des del 2020 forma part de l'UCI ProSeries amb una categoria 1.Pro.
Fou creada el 1893 pels periodistes Lucensky i Minart de la Bicyclette, però no serà fins al 1906 quan es disputi de manera continuada. Les dues primeres edicions foren disputades per aficionats, però a partir de 1907 seran els ciclistes professionals els encarregats de participar-hi. Durant molts anys formà part de les Clàssiques de Primavera, que es disputa a la fi d'abril, entre la París-Roubaix i la Gent-Wevelgem. A partir de 1966 la prova perd part del seu prestigi, quan les autoritats ciclistes holandeses decideixen promoure la seva pròpia Clàssica de Primavera, l'Amstel Gold Race. A més a més la cursa es veu cada vegada més afectada per problemes de trànsit entre les dues capitals i farà que no es corri entre 1967 i 1972. Quan la cursa es torni a fer el 1973 es farà a la fi de setembre, abans de la París-Tours.

## La cursa
Fins al 1926 la cursa sempre superava els 400 km de llargada, però a partir d'aquell moment es va anar reduint fins als 225 km de l'edició de 2004. L'edició més ràpida de la cursa fou el 1975 amb Freddy Maertens com a vencedor final amb un velocitat mitjana de 46,11 km per hora.
Actualment la cursa comença a Soissons, a la Picardia, 85 km al nord-oest de París, tot i que en anys anteriors havia partit de Noyon o Senlis (Oise).
La cursa té un perfil bàsicament pla durant bona part de la ruta, però cap al final de la cursa hi ha uns quants trams empedrats com el d'Alsemberg, Mont Saint Roch i Keperenberg.
El 1996 es feu un altre canvi, quan es traslladà la prova d'entre setmana a dissabte. La qualitat dels participants a la prova s'ha vist afectada pel trasllat de la Volta a Espanya al setembre, el 1995, cosa que ha fet que els millors esprínters vagin a la Vuelta. La cursa durant molts anys acabà a Anderlecht, al davant de l'estadi de futbol Vanden Stock Constant a la Plaça de Linde. El 2005 es feu un canvi i es traslladà el final al centre de Brussel·les, al davant de l'Atomium. El 2005 es va fusionar amb el Gran Premi Eddy Merckx per tal d'afrontar amb millors garanties les dificultats financeres i per tal de dinamitzar-la.
L'any 2013 canvia de nom a «Brussels Cycling Classic» i el recorregut canvia per disputar-se íntegrament dins de Bèlgica.

## Llista de guanyadors
| Any                                                             | Vencedor                       | Segon                      | Tercer                     |
| --------------------------------------------------------------- | ------------------------------ | -------------------------- | -------------------------- |
| París-Brussel·les                                               |                                |                            |                            |
| 1893                                                            | André Henry                    | Charles Delbecque          | Fernand Augenault          |
| 1894-1905 edicions no realitzades                               |                                |                            |                            |
| 1906                                                            | Albert Dupont                  | Jean Patou                 | Guillaume Coeckelberg      |
| 1907                                                            | Gustave Garrigou               | Charles Crupelandt         | Robert Wancour             |
| 1908                                                            | Lucien Petit-Breton            | Cyrille Van Hauwaert       | Louis Trousselier          |
| 1909                                                            | François Faber                 | Gustave Garrigou           | Eugène Christophe          |
| 1910                                                            | Maurice Brocco                 | Octave Lapize              | Cyrille Van Hauwaert       |
| 1911                                                            | Octave Lapize                  | François Faber             | Charles Crupelandt         |
| 1912                                                            | Octave Lapize                  | Louis Luguet               | Oscar Egg                  |
| 1913                                                            | Octave Lapize                  | Cyrille Van Hauwaert       | Charles Crupelandt         |
| 1914                                                            | Louis Mottiat                  | Louis Heusghem             | Joseph Van Daele           |
| 1915-1918 edicions no realitzades per la Primera Guerra Mundial |                                |                            |                            |
| 1919                                                            | Alexis Michiels                | Émile Masson               | Francis Pélissier          |
| 1920                                                            | Henri Pélissier                | Louis Mottiat              | René Vermandel             |
| 1921                                                            | Robert Reboul                  | Arthur Claerhout           | Alfons Van Hecke           |
| 1922                                                            | Félix Sellier                  | Laurent Seret              | René Vermandel             |
| 1923                                                            | Félix Sellier                  | Maurice De Waele           | Alfons Van Hecke           |
| 1924                                                            | Félix Sellier                  | Gérard Debaets             | Marcel Colleu              |
| 1925                                                            | Gérard Debaets                 | Adelin Benoît              | Nicolas Frantz             |
| 1926                                                            | Denis Verschueren              | Joseph Van Dam             | Félix Sellier              |
| 1927                                                            | Nicolas Frantz                 | Marcel Huot                | Maurice De Waele           |
| 1928                                                            | Georges Ronsse                 | Nicolas Frantz             | Hubert Opperman            |
| 1929                                                            | Pé Verhaegen                   | Maurice De Waele           | Nicolas Frantz             |
| 1930                                                            | Ernest Mottard                 | Jef Demuysere              | Leander Ghyssels           |
| 1931                                                            | Jean Aerts                     | Frans Bonduel              | Romain Gijssels            |
| 1932                                                            | Julien Vervaecke               | Gérard Loncke              | Georges Ronsse             |
| 1933                                                            | Albert Barthélémy              | Alfons Ghesquière          | Gerhard Esser              |
| 1934                                                            | Frans Bonduel                  | Edgard De Caluwé           | Romain Maes                |
| 1935                                                            | Edgard De Caluwé               | Louis Hardiquest           | Frans Bonduel              |
| 1936                                                            | Eloi Meulenberg                | Frans Bonduel              | Louis Hardiquest           |
| 1937                                                            | Albert Beckaert                | Frans Bonduel              | Jules Lowie                |
| 1938                                                            | Marcel Kint                    | Romain Maes                | Léon Louyet                |
| 1939                                                            | Frans Bonduel                  | Albert Hendrickx           | Lucien Storme              |
| 1940-1945 edicions no realitzades per la Segona Guerra Mundial  |                                |                            |                            |
| 1946                                                            | Albéric Schotte                | Sylvain Grysolle           | André Declerck             |
| 1947                                                            | Ernest Sterckx                 | Maurice Desimpelaere       | Alphonse Devreese          |
| 1948                                                            | Lode Poels                     | Albert Sercu               | Jean Bogaerts              |
| 1949                                                            | Maurice Diot                   | Emmanuel Thoma             | Jesús-Jacques Moujica      |
| 1950                                                            | Rik Van Steenbergen            | Guy Lapébie                | Karel De Baere             |
| 1951                                                            | Jean Guéguen                   | Bernard Gauthier           | Jean Baldassari            |
| 1952                                                            | Albéric Schotte                | Marcel Dussault            | Roger De Corte             |
| 1953                                                            | Loretto Petrucci               | Albéric Schotte            | Lode Anthonis              |
| 1954                                                            | Marcel Hendrickx               | Germain Derycke            | Ferdi Kübler               |
| 1955                                                            | Marcel Hendrickx               | Gilbert Scodeller          | Germain Derycke            |
| 1956                                                            | Rik Van Looy                   | Bernard Gauthier           | Rik Van Steenbergen        |
| 1957                                                            | Léon Van Daele                 | Raymond Impanis            | Jan Adriaenssens           |
| 1958                                                            | Rik Van Looy                   | Pino Cerami                | Armand Desmet              |
| 1959                                                            | Frans Schoubben                | Willy Vannitsen            | Miquel Poblet i Orriols    |
| 1960                                                            | Pierre Everaert                | André Darrigade            | Jean Graczyk               |
| 1961                                                            | Pino Cerami                    | Gilbert Desmet             | Frans Schoubben            |
| 1962                                                            | Joseph Wouters                 | Noël Foré                  | Martin Van Geneugden       |
| 1963                                                            | Jean Stablinski                | Tom Simpson                | Peter Post                 |
| 1964                                                            | Georges Van Coningsloo         | Rik Van Looy               | Benoni Beheyt              |
| 1965                                                            | Edward Sels                    | Roger Verheyden            | Willy Bocklant             |
| 1966                                                            | Felice Gimondi                 | Willy Planckaert           | Rik Van Looy               |
| 1967-1972 edicions no realitzades                               |                                |                            |                            |
| 1973                                                            | Eddy Merckx                    | Frans Verbeeck             | Rik Van Linden             |
| 1974                                                            | Marc Demeyer                   | Roger De Vlaeminck         | Roger Rosiers              |
| 1975                                                            | Freddy Maertens                | Eddy Merckx                | André Dierickx             |
| 1976                                                            | Felice Gimondi                 | Hennie Kuiper              | Antoon Houbrechts          |
| 1977                                                            | Ludo Peeters                   | Marc Demeyer               | Bernard Hinault            |
| 1978                                                            | Jan Raas                       | Gerrie Knetemann           | Jean-Luc Vandenbroucke     |
| 1979                                                            | Ludo Peeters                   | André Dierickx             | Martin Havik               |
| 1980                                                            | Pierino Gavazzi                | Marc Demeyer               | Jean-Philippe Vandenbrande |
| 1981                                                            | Roger De Vlaeminck             | Jan Raas                   | Jan Bogaert                |
| 1982                                                            | Jacques Hanegraaf              | Pascal Jules               | Johan van der Velde        |
| 1983                                                            | Tommy Prim                     | Daniel Rossel              | Rolf Hofeditz              |
| 1984                                                            | Eric Vanderaerden              | Charly Mottet              | Eric Van Lancker           |
| 1985                                                            | Adri van der Poel              | Jean-Philippe Vandenbrande | Pierino Gavazzi            |
| 1986                                                            | Guido Bontempi                 | Sean Kelly                 | Johan Capiot               |
| 1987                                                            | Wim Arras                      | Jozef Lieckens             | Eric Vanderaerden          |
| 1988                                                            | Rolf Gölz                      | Laurent Fignon             | Marnix Lameire             |
| 1989                                                            | Jelle Nijdam                   | Carlo Bomans               | Marcel Wüst                |
| 1990                                                            | Franco Ballerini               | Michel Dernies             | Danny Neskens              |
| 1991                                                            | Brian Holm                     | Olaf Ludwig                | Johan Museeuw              |
| 1992                                                            | Rolf Sørensen                  | Frans Maassen              | Phil Anderson              |
| 1993                                                            | Francis Moreau                 | Jelle Nijdam               | Johan Museeuw              |
| 1994                                                            | Rolf Sørensen                  | Franco Ballerini           | Sean Yates                 |
| 1995                                                            | Frank Vandenbroucke            | Frank Corvers              | Rolf Sørensen              |
| 1996                                                            | Andrea Tafi                    | Johan Museeuw              | Michele Bartoli            |
| 1997                                                            | Alessandro Bertolini           | Andrei Txmil               | Andrea Tafi                |
| 1998                                                            | Stefano Zanini                 | Mirko Celestino            | Michele Bartoli            |
| 1999                                                            | Romāns Vainšteins              | Beat Zberg                 | Fabio Baldato              |
| 2000                                                            | Max van Heeswijk               | Frank Høj                  | Ludovic Capelle            |
| 2001                                                            | Emmanuel Magnien               | Niko Eeckhout              | Romāns Vainšteins          |
| 2002                                                            | Robbie McEwen                  | Olaf Pollack               | Jans Koerts                |
| 2003                                                            | Kim Kirchen                    | László Bodrogi             | Maryan Hary                |
| 2004                                                            | Nick Nuyens                    | Philippe Gilbert           | Allan Johansen             |
| 2005                                                            | Robbie McEwen                  | Stefan van Dijk            | Jean-Patrick Nazon         |
| 2006                                                            | Robbie McEwen                  | Tom Boonen                 | Steven de Jongh            |
| 2007                                                            | Robbie McEwen                  | Jeremy Hunt                | Honorio Machado Pérez      |
| 2008                                                            | Robbie McEwen                  | Gert Steegmans             | Luca Paolini               |
| 2009                                                            | Matthew Harley Goss            | Allan Davis                | Kristof Goddaert           |
| 2010                                                            | Francisco José Ventoso Alberdi | Romain Feillu              | Stefan van Dijk            |
| 2011                                                            | Denís Galimziànov              | Iauhèn Hutaròvitx          | Anthony Ravard             |
| 2012                                                            | Tom Boonen                     | Mark Renshaw               | Óscar Freire Gómez         |
| Brussels Cycling Classic                                        |                                |                            |                            |
| 2013                                                            | André Greipel                  | John Degenkolb             | Nacer Bouhanni             |
| 2014                                                            | André Greipel                  | Elia Viviani               | Arnaud Démare              |
| 2015                                                            | Dylan Groenewegen              | Roy Jans                   | Tom Boonen                 |
| 2016                                                            | Tom Boonen                     | Arnaud Démare              | Nacer Bouhanni             |
| 2017                                                            | Arnaud Démare                  | Marko Kump                 | André Greipel              |
| 2018                                                            | Pascal Ackermann               | Jasper Stuyven             | Thomas Boudat              |
| 2019                                                            | Caleb Ewan                     | Pascal Ackermann           | Jasper Philipsen           |
| 2020                                                            | Tim Merlier                    | Davide Ballerini           | Nacer Bouhanni             |
| 2021                                                            | Remco Evenepoel                | Aimé De Gendt              | Tosh Van der Sande         |
| 2022                                                            | Taco van der Hoorn             | Thimo Willems              | Tobias Bayer               |
| 2023                                                            | Arnaud Démare                  | Tobias Lund Andresen       | Jordi Meeus                |
| 2024                                                            | Jonas Abrahamsen               | Biniam Girmay              | Kaden Groves               |